# Jenny from the Block
Jenny from the Block is een nummer van de Amerikaanse zangeres Jennifer Lopez uit 2002, in samenwerking met de Amerikaanse rappers Jadakiss en Styles. Het is de tweede single van Lopez' derde studioalbum This Is Me... Then.
"Jenny from the Block" gaat over het verlangen van Lopez om, ondanks haar roem en fortuin, nederig en trouw te blijven aan haar wortels in The Bronx. Ook zingt ze dat ze zo "gewoon" mogelijk wil blijven. Het nummer bevat veel samples, waaronder uit de nummers "Heaven and Hell Is on Earth" van de 20th Century Steel Band, "South Bronx" van de Boogie Down Productions, en "Hi-Jack" van Enoch Light. Hoewel sommige muziekcritici lovend waren over het nummer en de tekst, beschreven anderen de tekst als "gek" en "lachwekkend". Toch werd het nummer een wereldwijde hit, met een 3e positie in de Amerikaanse Billboard Hot 100 en de Nederlandse Top 40. In de Vlaamse Ultratop 50 bereikte het de 7e positie.